# Rue des Cascades
Pour les articles homonymes, voir Rue des cascades (album) et Rue des cascades (film).
La rue des Cascades est une voie située dans le quartier de Belleville du 20e arrondissement de Paris, en France.
Rue des Cascades est également un film de Maurice Delbez sorti en 1964.

## Situation et accès

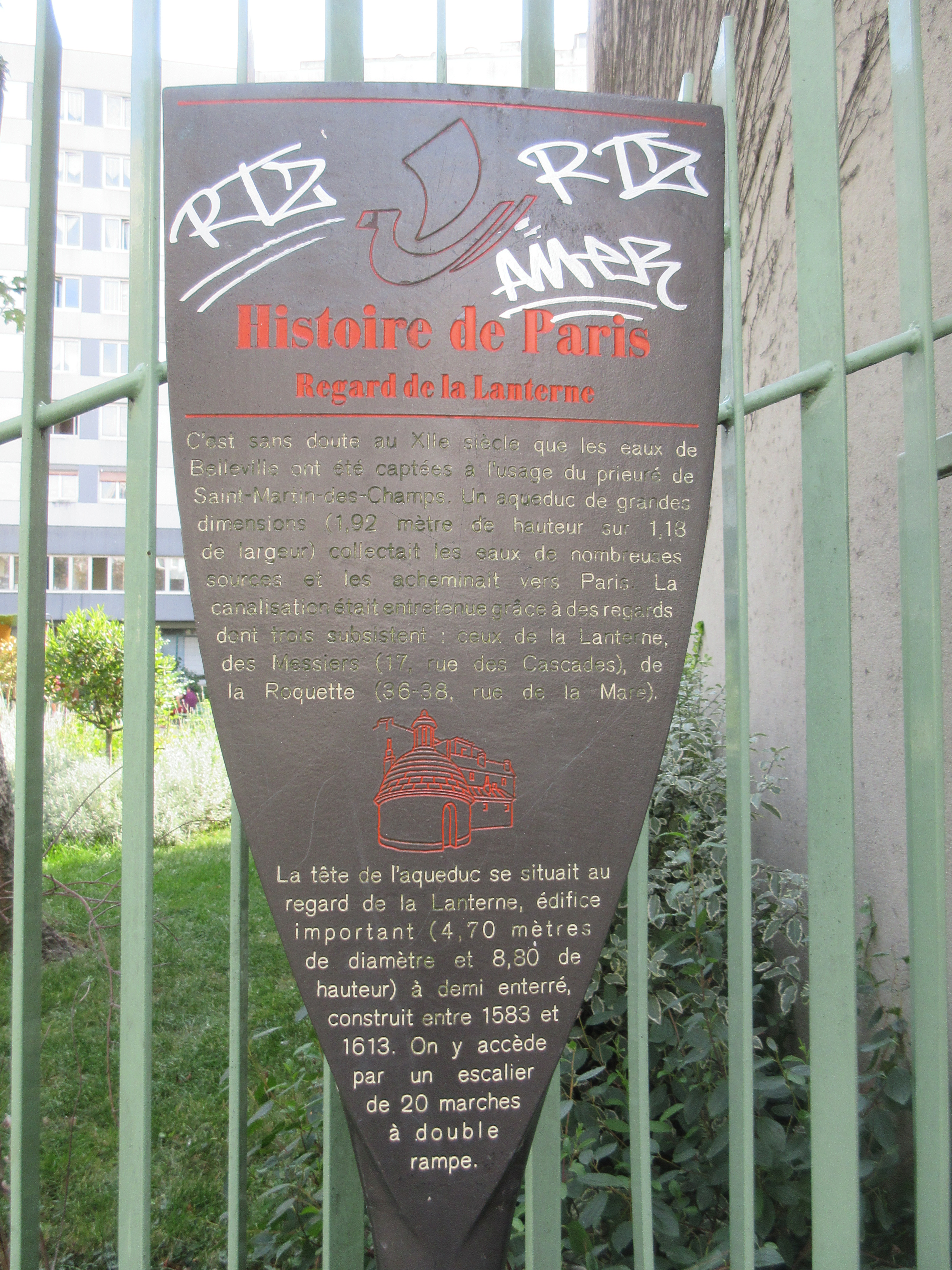
Panneau Histoire de Paris
« Regard de la Lanterne ».

## Origine du nom
Elle doit son nom aux cascades, composées de trois regards, aménagées pour recueillir et filtrer les eaux des sources descendant de la colline de Belleville pour alimenter l'abbaye Saint-Martin. Ces trois regards de l'aqueduc de Belleville sont composés :
- du regard des Messiers au no 17 ;
- du regard de la Roquette au no 41 ;
- du regard Saint-Martin aux nos 40-42.

## Historique
Cette voie, qui figure à l'état de sentier sous le nom de « sente des Musardes » sur le plan cadastral de la commune de Belleville dressé en 1812, est transformée en rue en 1837. Elle est classée dans la voirie parisienne en vertu du décret du 23 mai 1863 et prend sa dénomination actuelle en 1867.

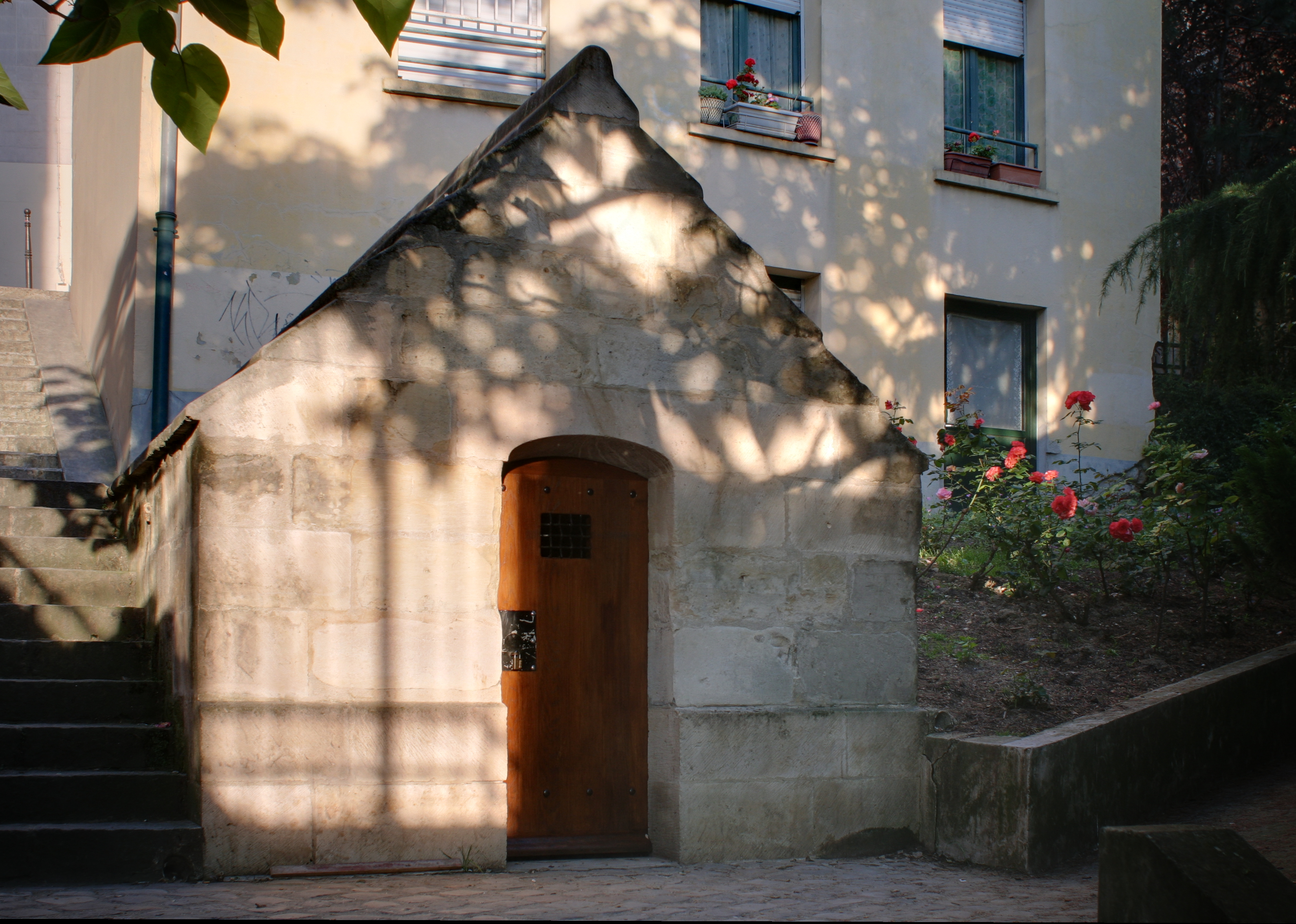
Regard des Messiers.
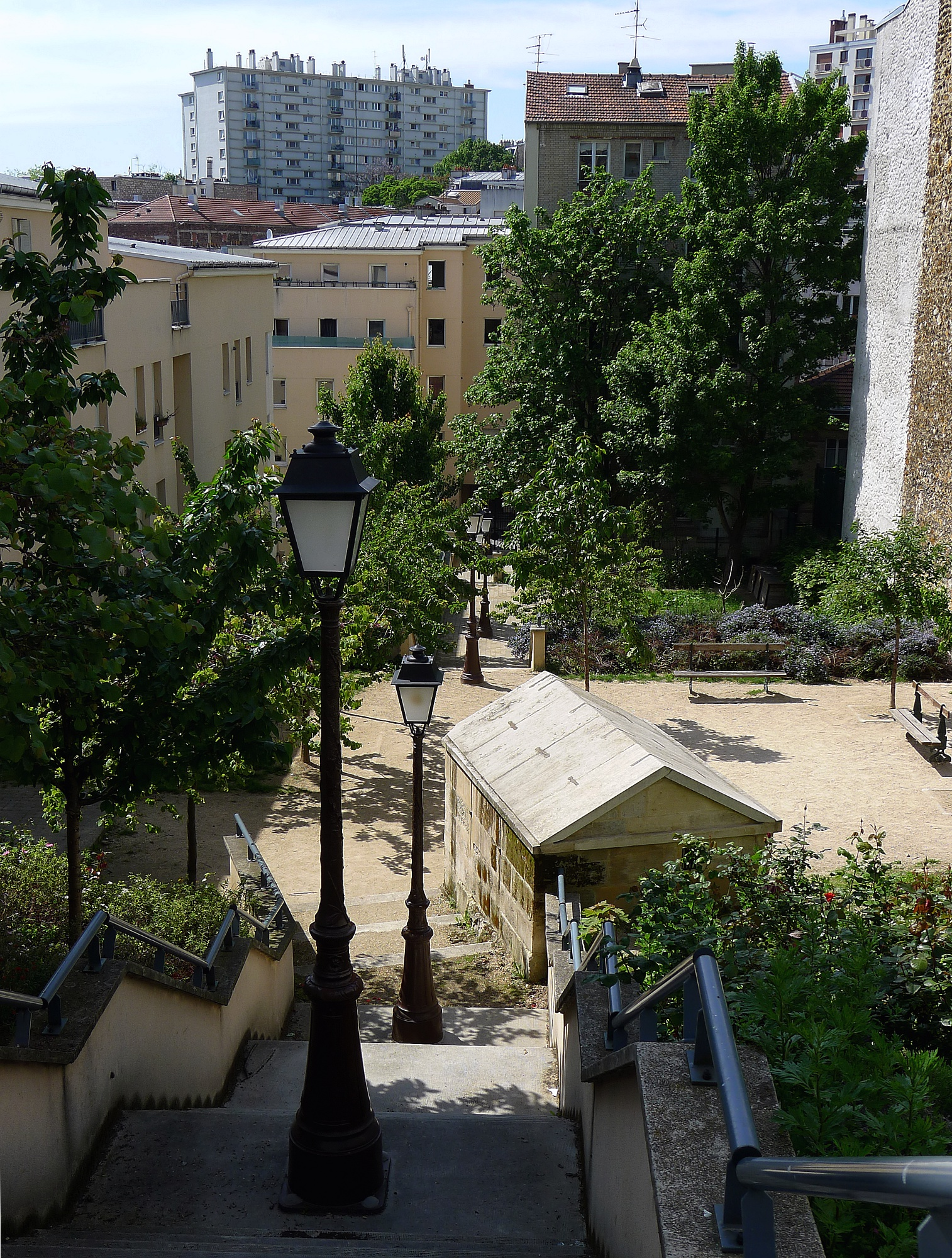
Regard de la Roquette.
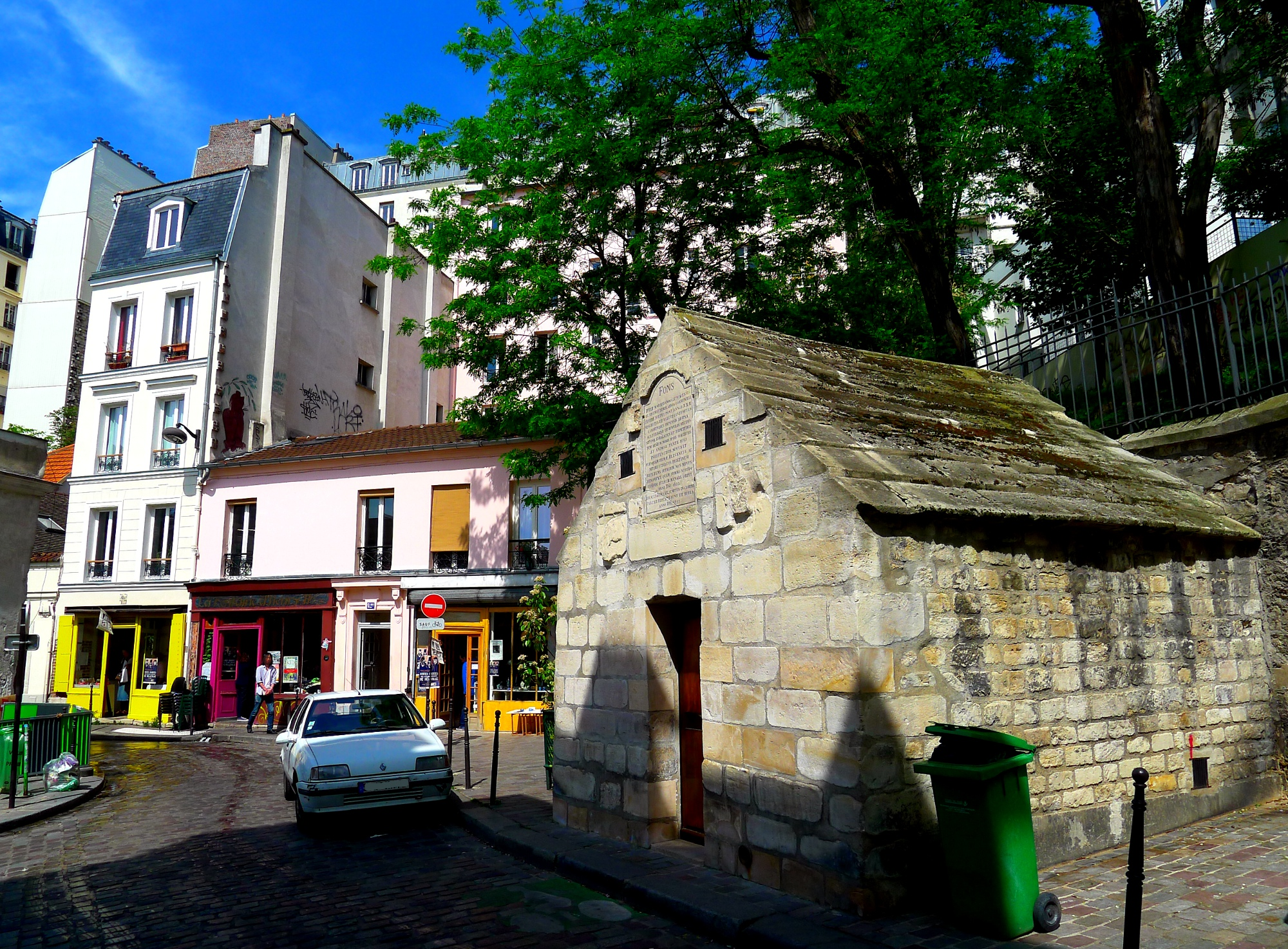
Regard Saint-Martin.
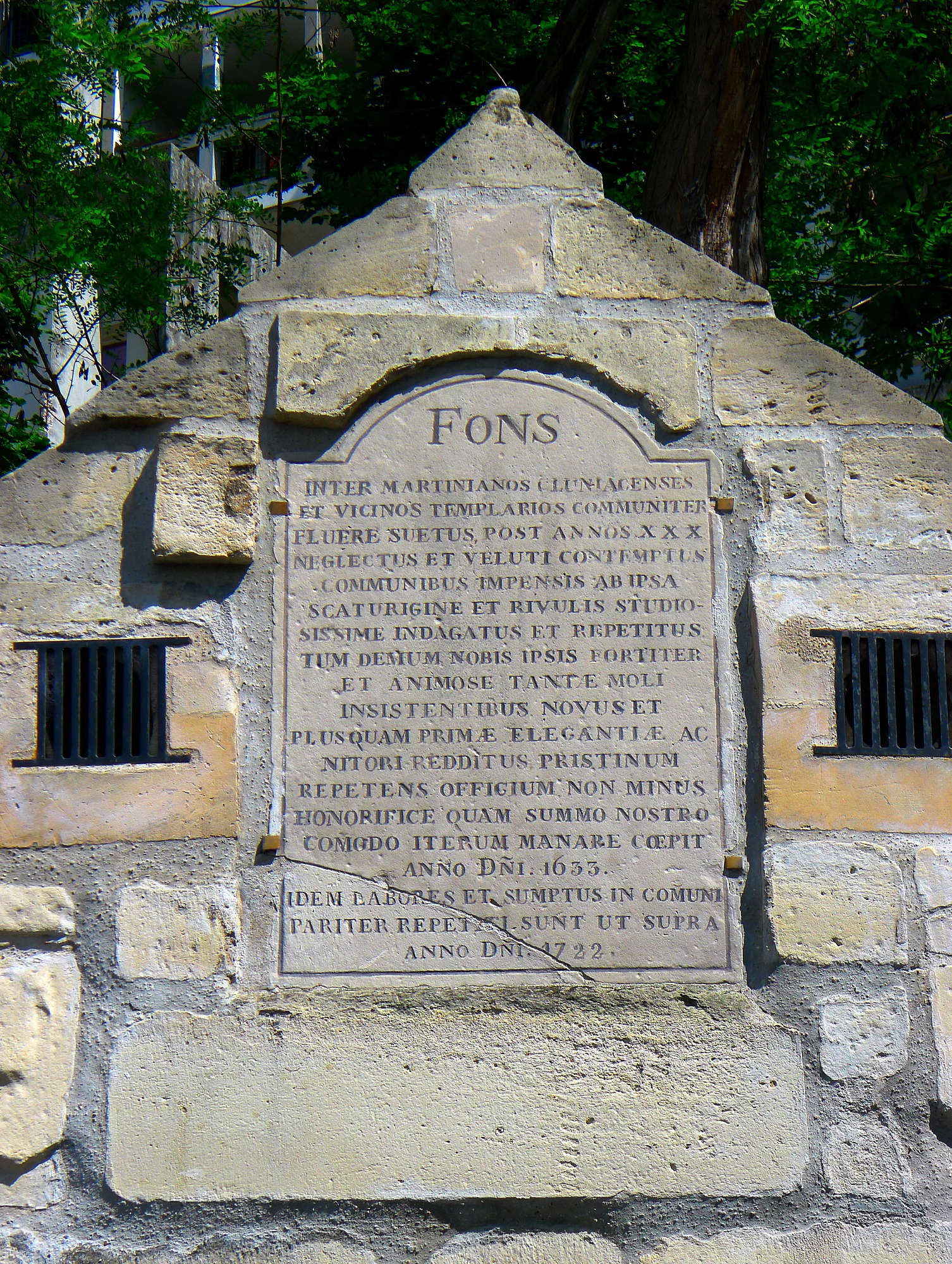
Inscription au fronton du regard Saint-Martin.

## Bâtiments remarquables et lieux de mémoire
- Cette rue a donné en 1964 le nom au film Rue des Cascades de Maurice Delbez, et en 1997 à l'album de musique Rue des Cascades de Yann Tiersen, qui habitait à proximité.
- No 2 : pharmacie de la Solidarité mutuelle des coopérateurs, officine réservée aux sociétaires de La Bellevilloise[2].
- No 22 : ce numéro ouvre sur une voie privée.

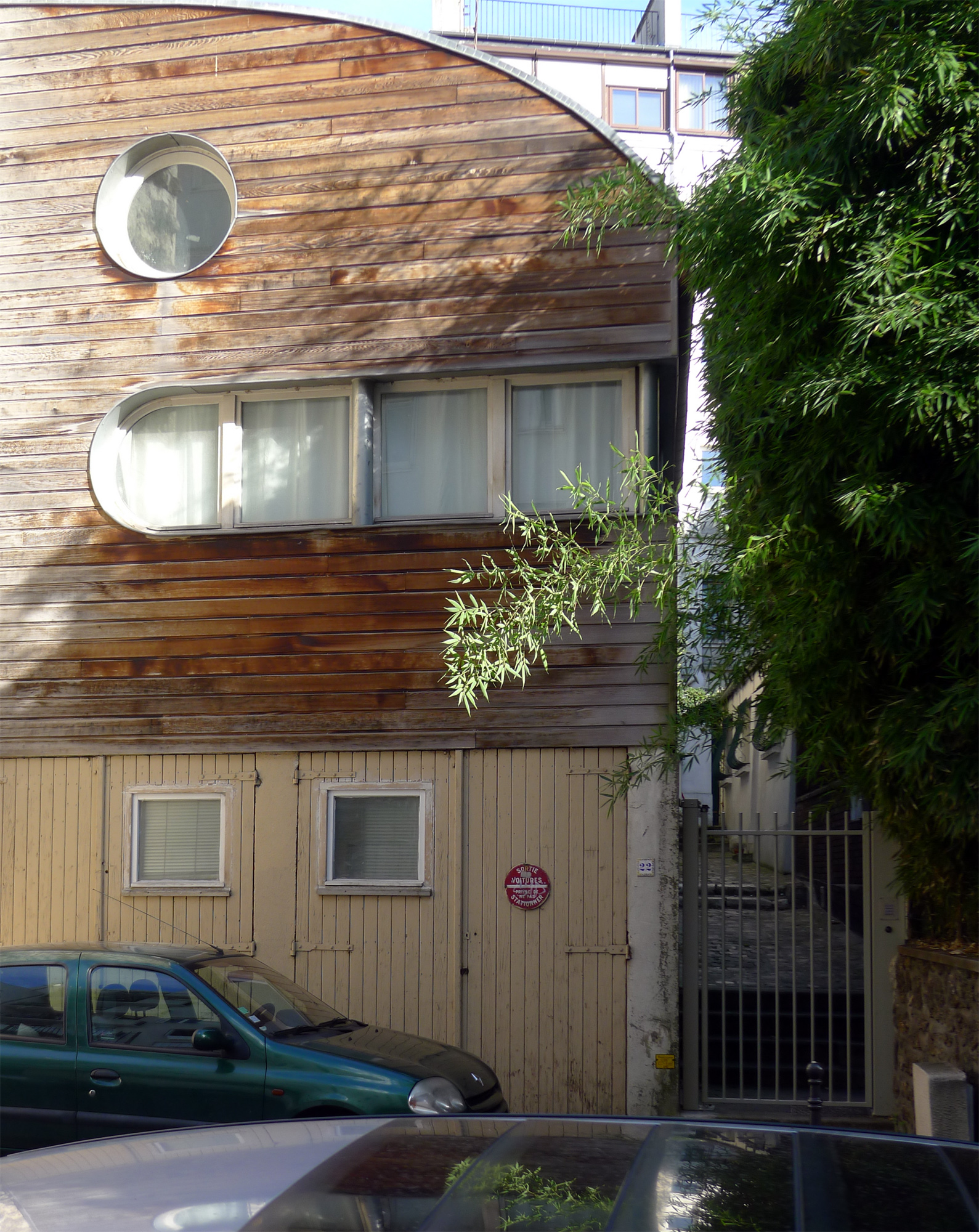
No 22 vu depuis la rue.
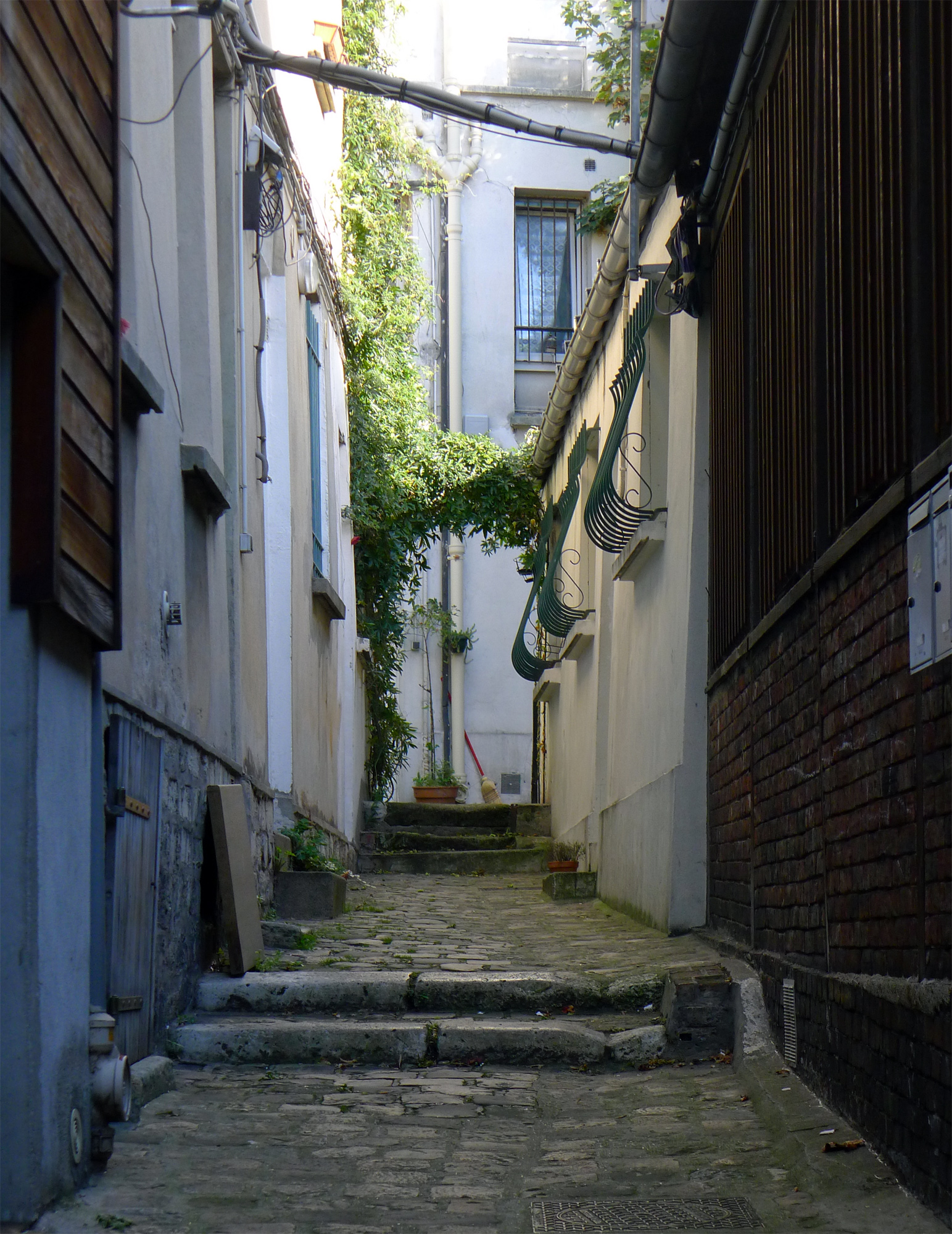
L'intérieur de la voie privée.

- Nos 40-42 : regard Saint-Martin, face à la rue de Savies.

- No 42 ter : l'espace Louise-Michel, lieu de rencontre anarchiste fondé par Lucio Urtubia.
- No 44 : jardin et maison de Casque d'Or, où est tournée la scène de la guinguette dans le film de Jacques Becker, avec Simone Signoret et Serge Reggiani[2]. Ce site a été un moment menacé de démolition par un promoteur immobilier.